# Luis Ramírez Lucena
Pour les articles homonymes, voir Luis Ramírez, Ramírez et Lucena (homonymie).
Luis Ramírez de Lucena (v.1465 – v.1530) fut un important joueur d'échecs espagnol, compositeur d'études d'échecs et théoricien des échecs.

## LaRepetición de Amores y Arte de Ajedrez

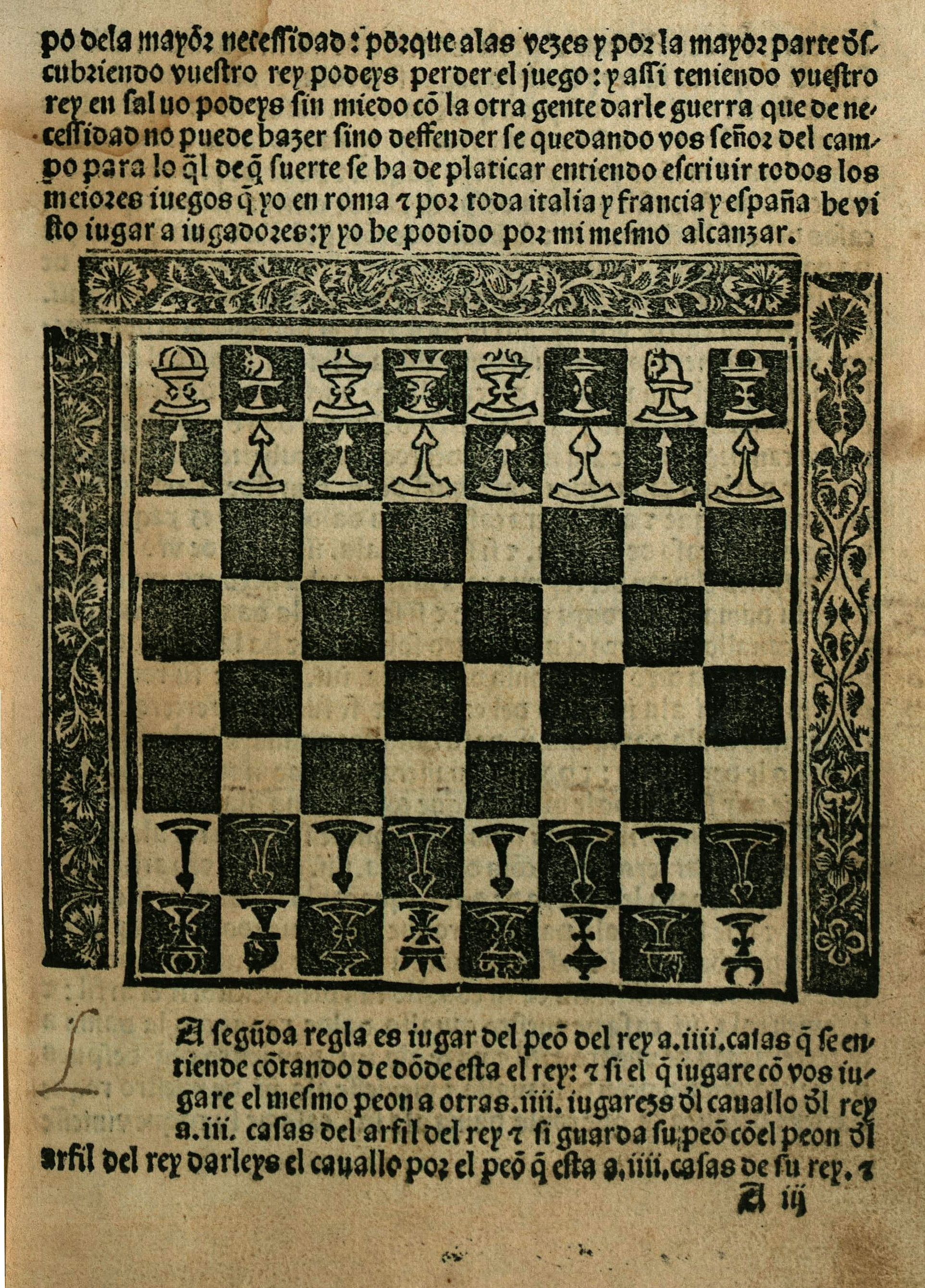
L'une des études issues de l'ouvrage de Lucena.

Lucena a écrit le plus ancien ouvrage imprimé sur les échecs qui nous est parvenu, également diatribe antiféministe, Repetición de Amores y Arte de Ajedrez, publié à Salamanque vers 1497.
Il a donné son nom à la position de Lucena - bien qu'elle n'apparaisse pas dans son livre - très importante pour la fin de partie tour et pion contre tour.

## Contributions à la théorie des ouvertures
Dans son livre, avant Ruy López, Lucena mentionne la partie espagnole.
La défense Lucena-Berger est une variante d'ouverture de la partie espagnole caractérisée par les coups : 1. e4, e5 ; 2. Cf3, Cc6 ; 3. Fb5, Fe7.
La défense Lucena-Cozio est une variante de la partie espagnole : 1. e4, e5 ; 2. Cf3, Cc6 ; 3. Fb5, Cge7. La manœuvre fut reprise par Wilhelm Steinitz.
Le nom de mat de Lucena est parfois donné au mat à l'étouffée de Philidor.